# ТГК2
ТГК2 — крупносерийный советский двухосный маневровый и промышленный тепловоз с гидропередачей, построенный на Калужском машиностроительном заводе, тип 2.

## История
Параллельно выпуску двухосных тепловозов ТГК Калужский машиностроительный завод спроектировал и в 1960 году начал выпуск более мощного и сильного двухосного тепловоза, получившего обозначение ТГК2 (тепловоз с гидропередачей Калужского завода, тип 2), предназначенного для работы на путях промышленных предприятий и в качестве маневрового локомотива на станциях железной дороги с максимальным весом прицепного состава на площадке до 700 тонн.
Выпуск этих тепловозов Калужским заводом продолжался по 1992 год включительно. С 1990 года выпускались модернизированные с учётом наработок по локомотиву ТГМ61 версии тепловоза — ТГК2-1 (с однорежимной гидропередачей), а с 1992 года с перерывами по 2009 год — ТГК2М, отличающиеся увеличенной мощностью дизельного двигателя и возросшей до 32 тонн массой тепловоза. С 1960 года выпущено суммарно более 9100 локомотивов серии ТГК2.
Экспортный вариант тепловоза, получивший обозначение ТГК2-Э, поставлялся в ГДР на Германские железные дороги (183 локомотива), в Чехословакию на Чехословацкие железные дороги (55) и в Польшу на Польские государственные железные дороги.

## Конструкция
По сравнению с предшествующей серией (ТГК), в новом тепловозе был реконструирован кузов, уменьшена ширина локомотива и в систему рессорного подвешивания введены цилиндрические пружины. Капотный кузов установлен на листовой раме. Буксы челюстного типа с роликовыми подшипниками.
Дизельный двигатель — шестицилиндровый четырёхтактный У1Д6-250ТК с газотурбинным наддувом производства Свердловского турбомоторного завода. Передача мощности от мотора на движущиеся оси тепловоза осуществляется через гидротрансформатор ГТК-II комплексного типа, реверсивную двухступенчатую коробку передач, карданные валы и осевые редукторы.
Кабина машиниста и капот машинного отделения - сварной конструкции. Стенки кабины и капота выполнены с теплозвукоизоляцией.
Управление тепловозом производится с двухстороннего поста.
Тормоз тепловоза- колодочный двусторонний с пневматическим и ручным приводами. Для управления тормозами прицепного состава на тепловозе предусмотрен кран машиниста.
Тепловоз оборудован световой и звуковой сигнализациями, подогревателем для прогрева систем дизельного двигателя перед пуском в холодное время года, песочницами с пневматическим приводом, отоплением и вентиляцией в кабине машиниста.

## Технические характеристики
- Мощность дизельного двигателя — 220—250 л.с. для ТГК2 и 275 л.с. для ТГК2-М
- Максимальная скорость поездного режима — 67 км/ч
- Максимальная скорость маневрового режима — 34 км/ч
- Служебная масса — 28,5 т для ТГК2 и 32 т для ТГК2-М